# Манчестер (Тенеси)
Манчестер (енгл. Manchester) град је у америчкој савезној држави Тенеси.

## Демографија
По попису из 2010. године број становника је 10.102, што је 1.808 (21,8%) становника више него 2000. године.
| Група             | 2000.         | 2010.         |
| Белци             | 7.528 (90,8%) | 8.739 (86,5%) |
| Афроамериканци    | 324 (3,9%)    | 347 (3,4%)    |
| Азијати           | 100 (1,2%)    | 116 (1,1%)    |
| Хиспаноамериканци | 272 (3,3%)    | 710 (7,0%)    |
| Укупно            | 8.294         | 10.102        |